# Cees Andriessen
Cornelis Christiaan Jacob (Cees) Andriessen (Wageningen, 20 maart 1940 – Apeldoorn, 26 april 2023) was een Nederlandse tekenaar en kunstenaar. Zijn oeuvre bestaat uit tekeningen en vooral uit linoleum- en houtsneden, waaronder exlibrissen.

## Levensloop
Andriessen werd geboren als zoon van een typograaf. In Nijmegen volgde hij de grafische school om vervolgens als drukker aan het werk te gaan. Na een aantal jaren in drukkerijen te hebben gewerkt, werd hij reclame-ontwerper en -tekenaar. Daarnaast begon hij een avondstudie aan de Academie voor beeldende kunsten in Arnhem. In 1969 vestigde hij zich als vrij kunstenaar. Zijn grafisch werk omvat linosneden, die vanaf 1969 ontstaan, en houtsneden, waarmee hij zich sinds 1985 bezighield.
Cees Andriessen zag een grote verwantschap tussen kunstenaar en schrijver, wat geresulteerd heeft in een aantal bibliofiele uitgaven en samenwerkingsprojecten met Nederlandse auteurs, onder wie Cees Nooteboom, Anna Enquist en Willem van Toorn. Geregeld maakte Andriessen een prent naar aanleiding van een door hem uitgekozen gedicht, dat door zijn in 1994 opgerichte Stichting De Witte Mier vervolgens werd uitgebracht.
Cees Andriessen woonde en werkte in Apeldoorn. Hij overleed in 2023 op 83-jarige leeftijd.

## Prijzen
- Eremedaille Biennale Malbork, Polen (1973, 1979, 1984)
- Prix d'acquistion du Conseil Executief de l'Assemblée de la Communaute Rijeka (HR) (1982)
- Special Prize “Best Foreig Artist” of the Ministry of Arts and Culture of Poland (PL) (1984)
- Gelderland Grafiek Prijs (1986)
- ABC Prijs, Stichting ABC, Zeist (1986
- Roma Prize 1989, Best Foreign Artist, Accademia Internazionale dei dioscuri, Taranto (I) (1989)
- Mention d’Honneur, Première Biennale Européenne d’Estampe Contemporaine, Diekirch, Luxemburg (1990)
- Eervolle vermelding Johan Schwencke prijs (1990)
- Eervolle vermelding IV Biennale voor grafiek, Ostrow (PL) (1991)
- 2e prijs International Review of Woodcutter's and Linoleum Print Exlibris Katowice (PL) (1992)
- Werkbeurs, Fonds BKVB, Amsterdam (1997)
- 3e Prijs. International Review of Woodcutters and Linoleum Print, Katowice, Polen (2001)
- Basisbeurs Fonds BKVB, Amsterdam (2002)
- Ridder in de Orde van Oranje Nassau (2008)
- Stimuleringssubsidie Fonds BKVB, Amsterdam (2011)
- 3e Prijs Kunstpreis “Holzschnitt heute” 2012 der Stiftung Kunst, Kultur und Bildung der Kreissparkasse Ludwigsburg (DE) (2012)
- 1e Prijs Linolschnitt heute IX, Bietigheim-Bissingen (DE) (2013)
- Werkbijdrage Bewezen Talent (WBT), Mondriaan Fonds, Amsterdam (2017)
- Eervolle vermelding, XIX German International Exhibition of Graphic Art Frechen 2021, Frechen (DE) (2021)

## Publicaties
- 2017     Cees Andriessen – Aspecten, Catalogus. Uitgave: Stichting De Witte Mier, Apeldoorn
- 2010    Cees Andriessen. In Anbetracht der Worte, Uitgave t.g.v. de tentoonstellingen: Falkenhof-Museum, Rheine *DE), Kloster Schloss Bentlage, Rheine (DE) (2010), Kommunale Galerie, Berlin (DE), Schloss vor Husum, Huseum (DE) (2011),Uitgave: Verlag der Kunst Dresden Ingwert Paulsen jr., Husum
- 2007     Cees Andriessen, das auge unsichtbar / the eye invisible. Catalogus t.g.v. de tentoonstellingen in: Museum Goch (DE), Kunstmuseum Spendhaus,Reutlingen, (DE), Museum Schloss Burgk/Saale (DE), CODA Museum, Apeldoorn, Kunsthalle Wilhelmshaven (DE). Uitgave: Kerber Verlag, Leipzig/Bielefeld (DE)
- 2002 G. schrijft vreemde brieven, Prenten door vier kunstenaars uit Gelderland: Cees Andriessen, Ad Gerritsen, Peter Jordaan, Rinke Nijburg, t.g.v. tentoonstellingen in: Museum Goch, Goch (DE), Stadtmuseum Borken, Borken (DE), Kunstmuseum, Frederikshavn (DK), Risor Kunstforening, Risor (N), Museum Henriëtte Polak, Zutphen, Uitgave: Stichting De Witte MIer, Apeldoorn
- 1998    Cees Andriessen, Catalogus. Uitgave: t.g.v. tentoonstellingen in: Richard Haizmann-Museum, Niebüll (DE), Georg-Meistermann- Museum, Wittlich, (DE), Städtische Galerie Bietigheim-Bissingen (DE)
- 1995     Cees Andriessen, grafiek / Graphik 1968-1994, Band 5 LETTER Schriften, t.g.v. tentoonstellingen in: Städtisches Museum Leverkusen Schloss Morsbroich (DE) (1995/1996), Städtische Galerie Bittigheim-Bissingen(DE) (1996), Van Reekum Museum, Apeldoorn (1996/1997). Uitgave: LETTER Stiftung, Köln
- 1982     Cees Andriessen, linosneden. Uitgave: Nijmeegs Museum Commanderie van St.Jan
- 1971     Cees Andriessen, ’n Hollandsk Grafiker. Uitgave: Exlibristen 1971, Frederikshavn (DK

- BOEKEN/GRAFIEKEDITIES:

- Daar binnen, Anna Enquist | Cees Andriessen, Boek met 6 gedichten van Anna Enquist en 6 houtdrukken van Cees Andriessen. Uitgave: Atalanta Pers, Baarn, november 2023.
- Cees Andriessen – een drieluik, Voorbij het uitzicht: Cees Andriesen: 2 leporello’s (1 lino- + 1 houtsnede), Spiegeldeel, Mischa Andriessen: 10 gedichten; Schrijvenderwijs, een filmportret René Bakker, Uitgave ter gelegenheid 40 jaar Atalantapers, Baarn, 2019
- Nachklang, 30 Jahre Künstlerbuch Almanach COMMON SENSE 1989-2018. Uitgave met origineel werk van: Gil.= Schlesinger; Jörg Koalski; Veit Hofmann; Peter Angermann; Annerose Kirchner; Cees Andriessen (houtsnede); Frieder Heinze; Hans Eichhorn; Anette Groschopp; Timm Kregel; Klaus Süß, Uitgave: Ulrich Tarlatt, Bernburg (DE), 2020

- Cees Andriessen – een drieluik, Voorbij het uitzicht: Cees Andriesen: 2 leporello’s (1 lino- + 1 houtsnede), Spiegeldeel, Mischa Andriessen: 10 gedichten; Schrijvenderwijs, een filmportret René Bakker, Uitgave ter gelegenheid 40 jaar Atalantapers, Baarn.2019

- JUNINACHT,  Gedicht, Ida Gerhardt / Houtsnede, Cees Andriessen.Menukaart t.g.v. Ida Gerhardt poëziediner 19 juni 2015, Zutphen 2015

- Edition Tandem, Cees Andriessen, Cassette met 5 houtsneden van Cees Andriessen.Tekst: dr. Petra Lanfermann. Uitgave: Edition Tandem, Gerpinnes 2014

- Over Zien, Tekening, Cees Andriessen. Uitgave: Braampers, Brummen 2014

- TWASCH, Cassette met: Cees Andriessen, 3 lino’s / Hermann Willers, 3 foto’s / Tobias Sudhoff, muziek, op LP en CD / Mischa Andriessen, tekst / Hans Dieter Rieder, gedichten. Boek: TWASCH. Uitgave: Stichting De Witte Mier, Apeldoorn 2014

- Er is altijd. Cees Andriessen, linosneden / Hester Knibbe, gedichten. Uitgave: Atalanta Pers, Baarn 2013

- COMMON SENSE, Edition Augenweide, Een boek met originele prenten en gedichten van o.a.:Cees Andriessen, Jürgen Becker, Mirko Bonné, Jürgen Brodwolf, Walter Dahn, Michael Donhauser, Felix Droese, Bogomir Ecker, Peter Härtling, Thomas Hetche, Albert Hien, Stephan Huber, Bernd Koberling, Gregor Kozik, Helge Leiberg, Via  Lewandowsky, Friederike Mayröcker, Franz Mon, Michael Morgner, Wolfram Adelbert Scheffler, Max Uhlig, Ulrich Tarlatt, Raymond Waydelich, Rainer Wieczorek, Ror Wolf etc.. Uitgave: Ulrich Tarlatt, Bernburg (DE) 2013

- Stufen der Stille / Trappen van stilte, Cees Andriessen, houtsneden. Gedichten: Andreas Altmann / Mischa Andriessen / Frans Budé / Anna Enquist / Jan Röhnert / Alfred Schaffer / Willem van Toorn, Uitgave: Stichting De Witte Mier, Apeldoorn 2010

- Een lied voor lange jaren II, Cees Andriessen, tekeningen. Uitgave: Bonnie Andriessen, Apeldoorn 2010

- Contrapunten. Cees Andriessen, houtsneden / Willem van Toorn, gedichten. Uitgave: Uitgeverij d’jonge Hond, Harderwijk 2008

- Cees Andriessen, Klein heelal, Exlibris/Kleingrafiek 1967-2006 / Frans Budé, gedichten.Uitgave: Stichting De Witte Mier, Apeldoorn 2007

- Cees Andriessen, Verzwegen tijd, Cees Andriessen, 7 houtsneden / Andreas Altmann, 7 gedichten / vertaling, Mischa Andriessen. Uitgave: Stichting De Witte Mier, Apeldoorn 2005

- Als daar muziek voor is, Gedicht, M. Vasalis / houtsnede, Cees Andriessen. Uitgave t.g.v. het afscheid van Evert Nawijn. Boekhandel Nawijn & Polak, Apeldoorn 2003

- Witboek, O.a. met: Cees Andriessen, houtsnede. Uitgave: Kunstlokaal Deventer i.s.m. Openbare Bibliotheek Deventer 2003

- Bentlage Cahier 4,  Cees Andriessen, houtsnede. Uitgave: Förderverein Kloster Schloss Bentlage 2003

- Bentlage Cahier 3, Cees Andriessen, houtsnede. Uitgave: Förderverein Kloster Schloss Bentlage, Rheine 2003

- Signature V. De reiziger en zijn schaduw, Cees Andriessen, 6 houtsneden. Uitgave: Stichting Signature, Brummen 2002

- Cees Andriessen. Een spoor in wit zand / Eine Spur im weißen Sand,  Cees Andriessen, tekeningen / Tekst / Gedicht: Cees Nooteboom. Uitgave: Stichting De Witte Mier, Apeldoorn 2002

- Bentlage Cahier 2, Cees Andriessen, houtsnede. Uitgave: Förderverein Kloster Schloss Bentlage, Rheine 2002

- Bentlage Cahier 1, Cees Andriessen, houtsnede. Uitgave: Förderverein Kloster Schloss Bentlage, Rheine.2002

- Kijk, ik weet het niet, Bert Schierbeek, gedicht / Cees Andriessen, houtsnede. Uitgave: Stichting De Witte Mier, Apeldoorn 2001

- Moissac, Michael Krüger, gedicht / Cees Andriessen, houtsnede. Uitgave: Stichting De Witte Mier, Apeldoorn 2000

- Zelf, Cees Nooteboom, gedicht / Cees Andriessen, houtsnede. Uitgave: Stichting De Witte Mier, Apeldoorn 2000

- Ex Ponto, Joseph Brodsky, gedicht / Cees Andriessen, houtsnede. Uitgave: Stichting De Witte Mier, Apeldoorn 2000

- Soms een veranda, Jan Eijkelboom, gedicht / Cees Andriessen, houtsnede. Uitgave: Stichting De Witte Mier, Apeldoorn 1999

- ARC. Cassette met: Daan Manneke, muziek / Anna Enquist, gedichten / Cees Andriessen, 4 houtsneden. Uitgave: Stichting De Witte Mier, Apeldoorn 1999

- De laatste roos, Anna Achmatova, gedicht / Cees Andriessen, houtsnede. Uitgave: Stichting de Witte Mier, Apeldoorn 1998

- Het ontbrokene, Hans Faverey, gedicht / Cees Andriessen, houtsnede. Uitgave: Stichting De Witte Mier, Apeldoorn 1998

- Kalender. Uitgave: Art Connection, Goch (DE) 1998

- Cees Andriessen. Oldenburger Jahre, Cees Andriessen, tekeningen / Carin Reinders/Jörg Becker, tekst, 1997

- Onze slaapkamergeheimen, Herman de Coninck, gedicht / Cees Andriessen, houtsnede. Uitgave: Stichting de Witte Mier, Apeldoorn 1997

- Uitgave: Koninklijke Schaakclub Philidor 1847, Leeuwarden. Cees Andriessen, houtsnede 1997

- De troubadour, Gedicht: Martinus Nijhoff; Houtsnede: Cees Andriessen; Uitgave: Stichting De Witte Mier, Apeldoorn 1995

- Cees Andriessen. 5 Holzschnitte. Uitgave: Galerie + Edition Geymüller, Essen-Werden (DE) 1995

- Künstlerbuch anlässlich des fünfjährigen Bestehens des Museum Goch und der Ausstellung "Die Zierde der Bücher". Band I. Uitgave: Museum Goch, Goch (DE) 1995

- Dichtgroeiende weg, Rutger Kopland, gedicht / Cees Andriessen, houtsnede. Uitgave: Stichting De Witte Mier, Apeldoorn 1995

- 5 x Druckgrafik von Holzstock und PVC-Platte; dr. Mario-Andreas von Lüttichau, Map met werk van: Cees Andriessen / Martina Geist / Werner Haypeter / Matthias Mansen / Martin Noël. Uitgave: Kunstring Folkwang Museum Essen (DE), Edition 1994

- Kerstziekte, Anna Enquist, gedicht / Cees Andriessen, houtsnede. Uitgave: Stichting De Witte Mier, Apeldoorn 1994

- De buigzaamheid van het verdriet, Hans Lodeizen, gedicht / Cees Andriessen, houtsnede. Uitgave: Stichting De Witte Mier, Apeldoorn 1994

- Voor een dag van morgen, Hans Andreus, gedicht / Cees Andriessen, houtsnede.Verscheen t.g.v. het 25-jarig huwelijk Bonnie en Cees Andriessen 1992

- Uit de Buurt. Grafiekmap met: Anne Semler / Hans Ebeling Koning / Elisabeth de Vaal / Marten Hendriks / Jet Rothmans / Cees Andriessen. Uitgave: Galerie Jansen & Kooy, Amsterdam 1992

- Exlibris van Cees Andriessen. Veertien originele lino’s, Mariëtte Josephus Jitta, tekst. Uitgave: Jaarpremie Nederlandse vereniging voor exlibris en andere kleingrafiek 1992

- Een man is altijd zijn kammetje kwijt,Jan Boers, tekst / Cees Andriessen – linosnede.Uitgave: De Schrijfmachine, Apeldoorn 1991

- Een lied voor lange jaren, Cees Andriessen, tekeningen. Uitgave: Bonnie Andriessen, Apeldoorn 1990

- Voorbij vergeelde stemmen / Jenseits verklungener Stimmen, Cees Andriessen, 14 linosneden, Uitgave: LETTER Presse, Coesfeld-Lette (DE) 1990

- Apeldoorn, Hans Ruijssenaars, tekst / Cees Andriessen, 2 linosneden. Uitgave: Atalanta Pers, Baarn 1990

- Met welke ogen, Rein Bloem, tekst / Cees Andriessen, 6 hutsneden,  Uitgave: Stichting Signature, Brummen 1990

- Cees Andriessen. Nu veel later, Cees Andriessen, 20 Linosneden + 1 handdruk. Uitgave: Atalanta Pers, Baarn1988

- Apeldoorn, (Gelderland in proza, poëzie en prenten), Pieter Brouwer, tekst / Cees Andriessen, zeefdruk. Uitgave: SBK Gelderland, Arnhem 1987

- Over de roerloze aarde, André du Bouchet, gedichten / Cees Andriessen, 5 linosneden. Uitgave: Atalanta Pers, Baarn 1987

- Zufall. Mappe 42, met o.a.: Cees Andriessen, linosnede / Chr. Paul Damsté / Horst Hahn / Peter Leidig. Uitgave: Horst Hahn, Keulen (DE) 1987

- Cees Andriessen. Boek met te korte armen, Cees Andriessen, tekeningen / Hans van der Grinten, tekst. Uitgave: Gaillarde Pers 1986

- Een ademhaling voor later, Cees Andriessen, tekeningen. Uitgave: de Vestzakbibliotheek, Broeksbureau voor luxe werkjes, Brummen 1985

- QUAD. Bulletin on constructive and systematic art. Nr 7/8 januari 1984. Tekst: A.P. de Stigter: Cees Andriessen / Joseph Beuys / Ewert Hilgemann / Yvonne Kracht / Lou Loeber / Maarten Maurik / Isik Tüzümer; Uitgave: Frits Bless 1984

- Intieme Brieven, Frits Bless, tekst / Cees Andriessen, linosneden. Uitgave: De Walburg Pers, Zutphen.1984

- Editie Grafiek. Ter gelegenheid van het 5-jarig bestaan van galerie Resy Muijsers, Hans van der Grinten, tekst. Deelnemers: Cees Andriessen / Hugo de Clercq / Chr. Paul Damsté / Geurt van Dijk/  Wolfgang Schmitz. Uitgave: Resy Muijsers, Tilburg 1977

- Xylon 41. Cees Andriessen, Cees Andriessen, linosneden / Adri den Oudsten, tekst. Uitgave: Zeitschrift von der Sektion Schweiz Xylon, Zürich (CH) 1977

- Cees Andriessen. Lijn en vlak,  Cees Andriessen, 5 linosneden + 5 Prägedrukken / Jerven Ober, tekst. Uitgave: Cees Andriessen i.s.m. het Gemeentelijk Van Reekum Museum, Apeldoorn 1977

- Behalve als je een god bent, Groenenboom, tekst / Cees Andriessen, linosnede. Uitgave: Ricercare, Groningen 1977

- De jubel van de rooie oortjes, Cees Andriessen, 20 linosneden. Uitgave: De Walburg Pers, Zutphen 1976

- Eden, Rutger Kopland, gedicht / Cees Andriessen, linosnede. Uitgave: Pen + Burijn, Ulvenhout.1976

- Uit de tijd dat Bollewop nog speelde. Map met 6 linosneden van Cees Andriessen. Uitgave: Pen en Burijn, Ulvenhout 1974

- Gelderse Kunstkalender 1974, Cees Andriessen, zeefdruk. Uitgave: Culturele Raad Gelderland 1973

- Het Stuk serpentine, Jan Hanlo, gedicht / Cees Andriessen, linosnede. Uitgave: Pen + Burijn, Ulvenhout 1972

- Liggen in de zon, Hans Andreus, gedicht / Cees Andriessen, linosnede. Uitgave: Pen + Burijn, Ulvenhout 1968

- De erosie gaat door; Cees Andriessen 3 houtsneden / Johan Meijerink, 3 linosneden / Maurice Koopman, gedichten. Uitgave: twee grafietsie, Apeldoorn 1966

- Gemeinsame Normdatei: 118649264
- International Standard Name Identifier: 0000 0003 8155 3100
- Library of Congress Control Number: n97012415
- Musée national d'archéologie, d'histoire et d'art: lkl008814
- Nederlandse Thesaurus van Auteursnamen: 068782543
- RKD-Nederlands Instituut voor Kunstgeschiedenis: 1794
- Système universitaire de documentation: 070571716
- Union List of Artist Names: 500386980
- Virtual International Authority File: 261076505
- WorldCat: E39PBJg8K6WpDKW4Bd8kjjVQv3